# Брда (річка)
53°7′37″ пн. ш. 18°8′3″ сх. д. / 53.12694° пн. ш. 18.13417° сх. д.
Брда (пол. Brda) — річка на північному заході Польщі, ліва притока Вісли.

## Географія
Бере початок в озері Смолове на схід від міста Мястко. Тече в південно-східному напрямку, протікає через безліч озер. Впадає у Віслу в місті Бидгощ. У 10 км від гирла з'єднана з Бидгоським каналом, через який з'єднується з річкою Нотець (басейн Одри).
Довжина річки становить 217 км, площа водозбірного басейну — близько 4700 км². Середня витрата води — 31 м³/сек. Висота витоку становить 181 м, висота гирла — 28,8 м.
Річка Брда судноплавна на ділянці в 15 км від гирла. На річці є ГЕС.